# Tyvelse (Tyvelse Sogn)
 For alternative betydninger, se Tyvelse. (Se også artikler, som begynder med Tyvelse)
Tyvelse er en lille landsby, som ligger i "trekants-området" mellem Ringsted, Næstved og Sorø.
|  | Denne artikel om lokaliteten Tyvelse (Tyvelse Sogn) kan blive bedre, hvis der indsættes et (bedre) billede. Du kan hjælpe ved at afsøge Wikimedia Commons for et passende billede eller lægge et op på Wikimedia Commons med en af de tilladte licenser og indsætte det i artiklen. |

55°23′01″N 11°41′49″Ø / 55.3836°N 11.6969°Ø